# Кращі пісні (збірка Раїси Кириченко)
«Кращі пісні (на вірші Дмитра Луценка)» (The Best Of Rajisa Kyrychenko) — збірка пісень, записаних Раїсою Кириченко у різні роки. Була випущена на CD у 2006 році лейблом «UKRmusic» (каталожний номер — UM-CD 029).
Хоча на обкладинці зазначено «На вірші Дмитра Луценка», поет є автором слів тільки перших 10 пісень збірки. Пісня «Синьоокі солов'ї» була присвячена Дмитру Луценку.

## Список пісень
1. Мамина вишня (муз. — А. Пашкевич, сл. — Д. Луценко) — 5:56
2. Хата моя, біла хата (муз. — А. Пашкевич, сл. — Д. Луценко) — 4:19
3. Дорога спадщина (муз. — О. Зуєв, сл. — Д. Луценко) — 4:16
4. Я тебе, як мрію зачарую (муз. — О. Кушнарьов, сл. — Д. Луценко) — 3:27
5. Батьківська оселя (муз. — І. Поклад, сл. — Д. Луценко) — 4:03
6. Ластівка (муз. — І. Поклад, сл. — Д. Луценко) — 4:04
7. Незабутнє (муз. — І. Шамо, сл. — Д. Луценко) — 3:37
8. Яблунева доля (муз. — А. Пашкевич, сл. — Д. Луценко) — 4:08
9. Дівочий сон (муз. — О. Чухрай, сл. — Д. Луценко) — 4:55
10. Пісня про хліб (муз. — А. Пашкевич, сл. — Д. Луценко) — 4:18
11. Синьоокі солов'ї (муз. — О. Чухрай, сл. — М. Шевченко) — 3:03
12. В кінці греблі шумлять верби (музика та слова — народні) — 3:29
13. Ой в лісі, лісі (музика та слова — народні) — 3:31
14. Грицю, Грицю до роботи (музика та слова — народні) — 1:27
15. Ой, там у полі тополя (музика та слова — народні) — 3:32
16. Два кольори (муз. — О. Білаш, сл. — Д. Павличко) — 5:05
17. Любов та весна (музика та слова — А. Дніпров) — 4:09
18. Пан полковник синьоокий (муз. — Г. Татарченко, сл. — Р. Кириченко) — 4:17